# Rdestnica przeszyta
Rdestnica przeszyta (Potamogeton perfoliatus L.) – gatunek byliny z rodziny rdestnicowatych (Potamogetonaceae). Jest szeroko rozprzestrzeniony w Eurazji (brak jej w niektórych krajach południa Azji), rośnie we wschodniej Australii, w północnej Afryce i na Madagaskarze, we wschodniej części Ameryki Północnej.  W Polsce na niżu jest rośliną pospolitą, aczkolwiek rzadszą na południu.

## Morfologia

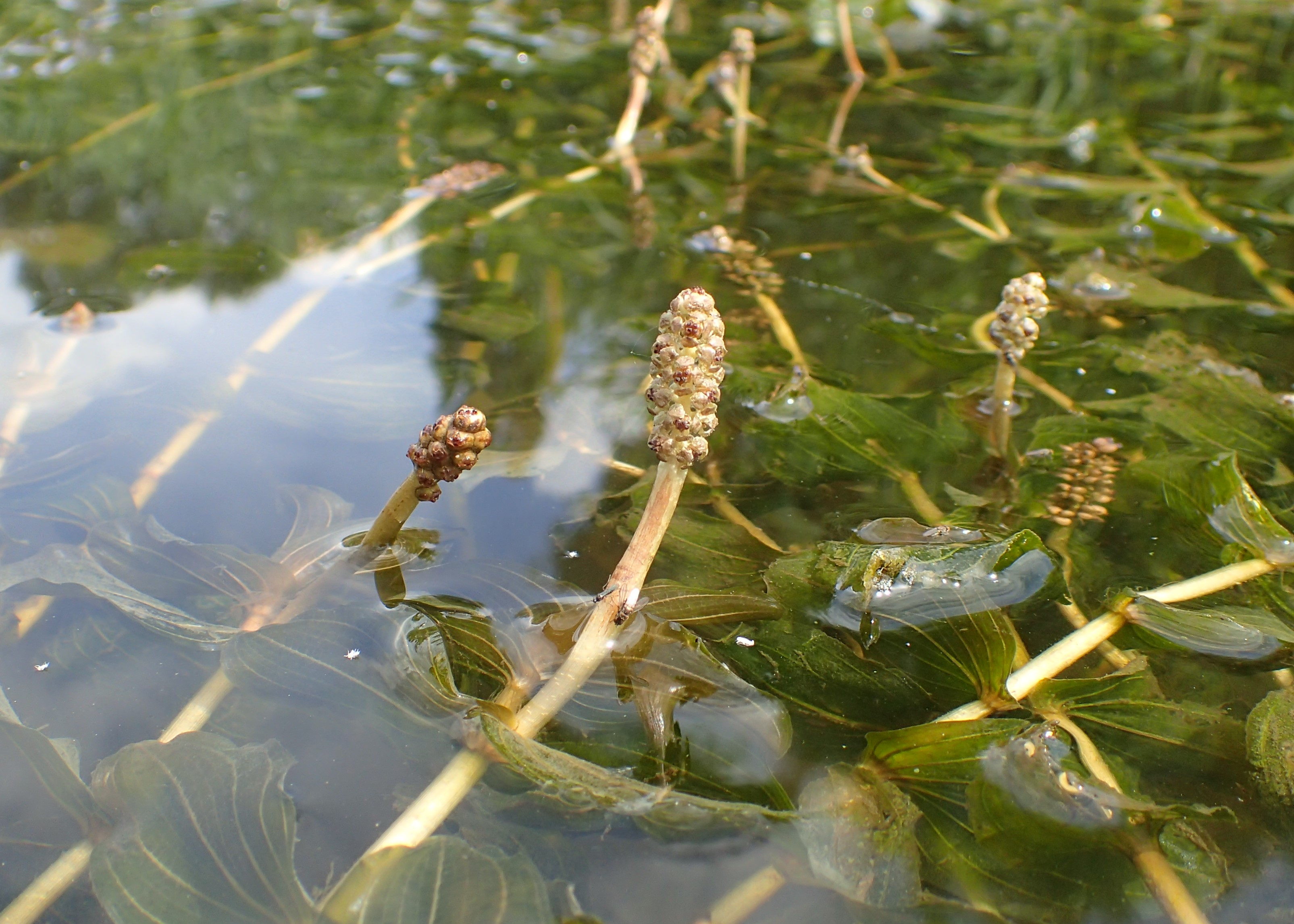
Rośliny kwitnące

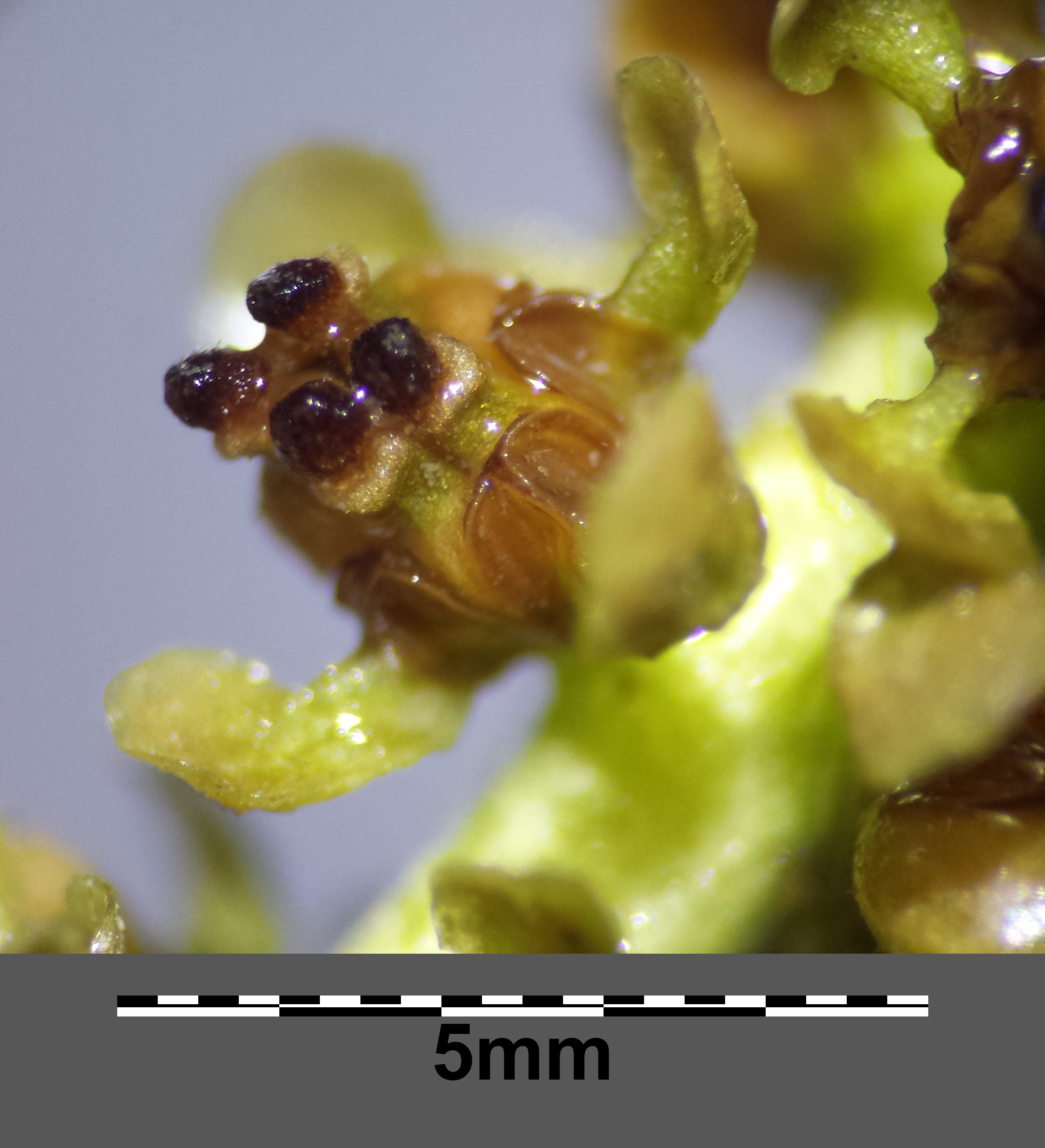
Kwiat

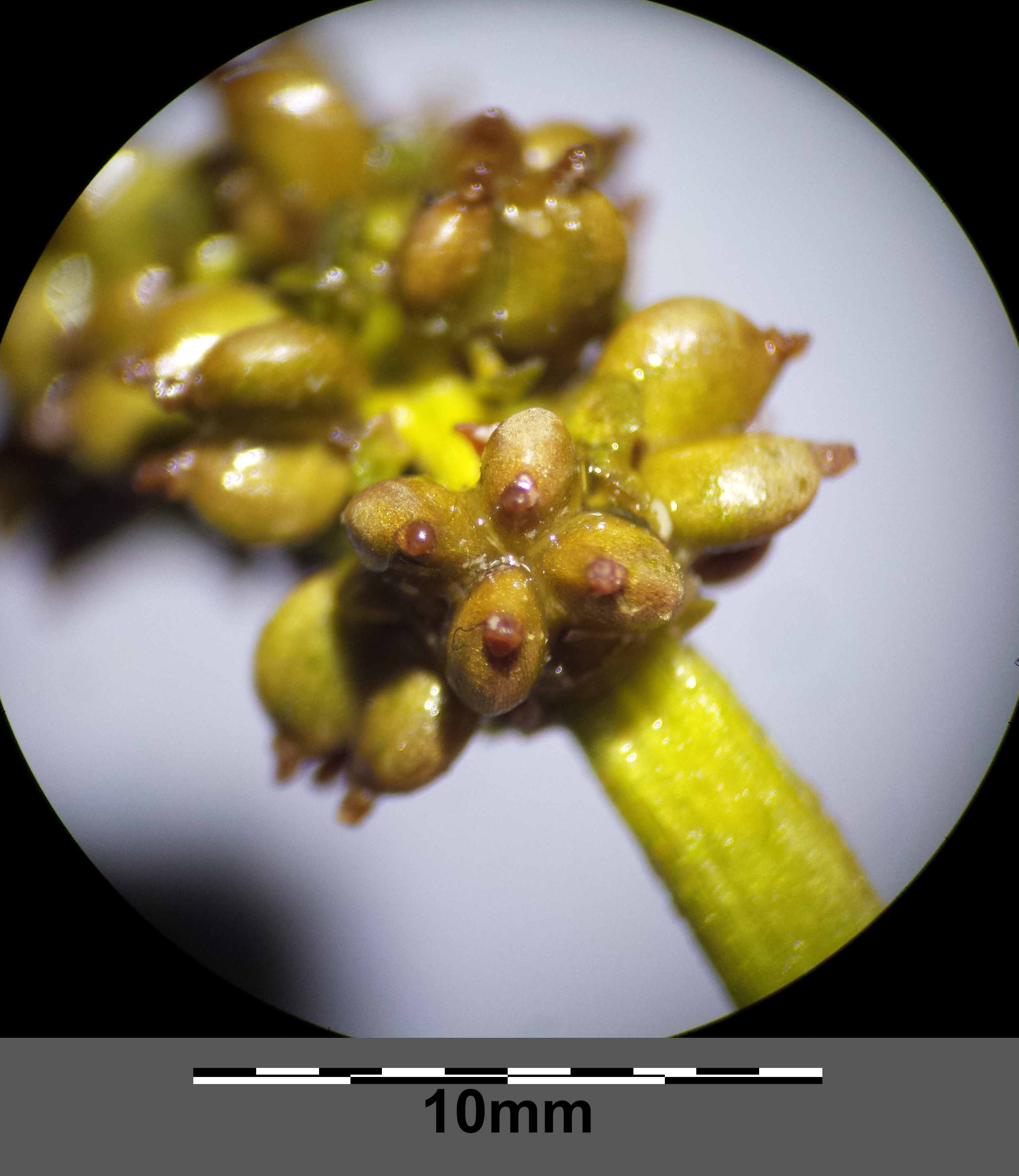
Owoce

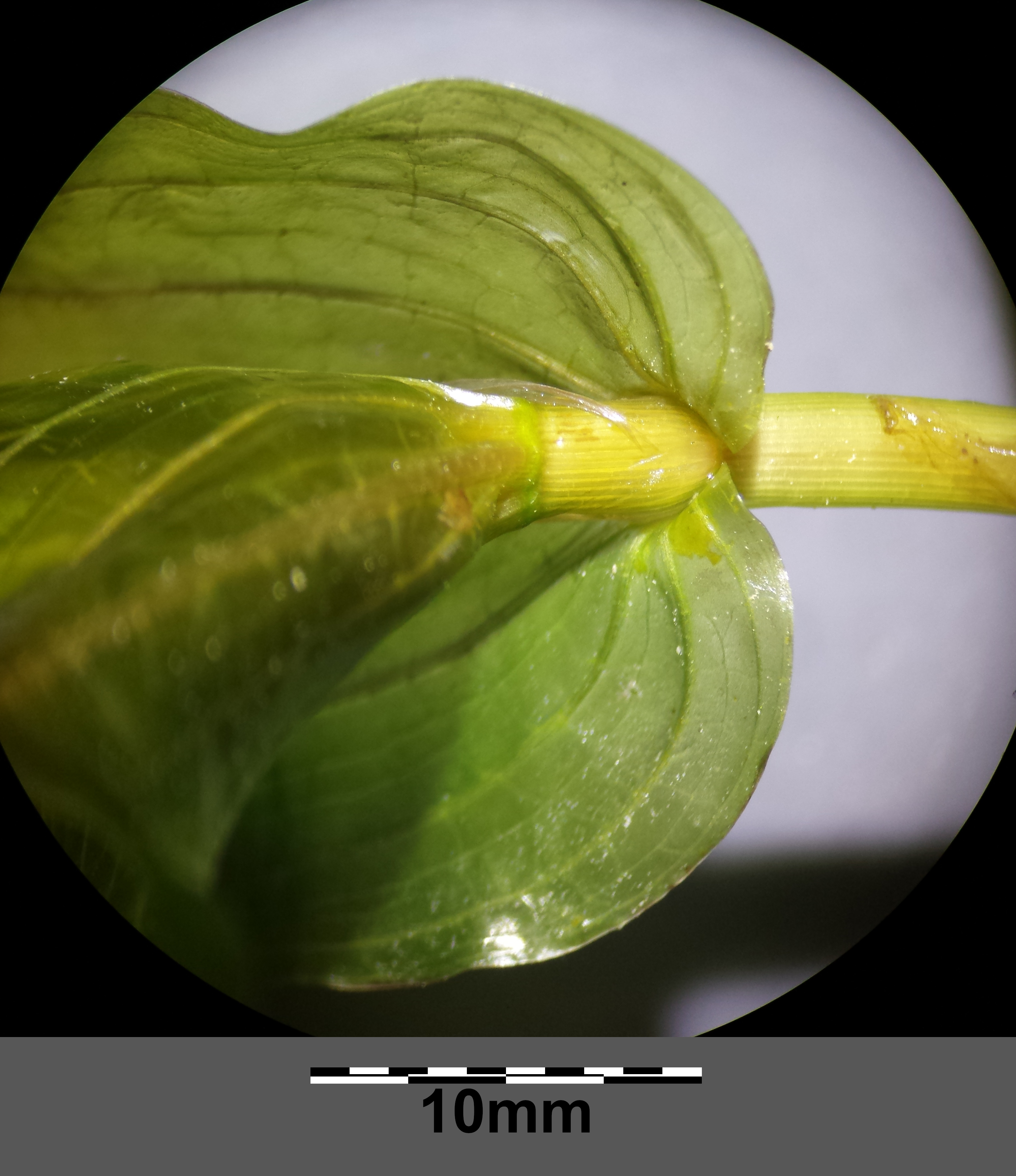
Sercowata nasada liścia obejmująca łodygę

PokrójZimozielony hydrofit o kłączach długości od 1 do 3 m i łodygach długości do 90 cm. W wodach czystych i głębokich łodyga jest cienka i bardziej delikatna oraz skąpo rozgałęziona, natomiast w wodach płytkich i zanieczyszczonych krótka i powykręcana.
LiścieBrak liści pływających, wszystkie są zanurzone. Duże, okrągławe lub jajowate, sercowate u nasady, obejmujące łodygę, ciemnozielone, na brzegach nieco faliste i ząbkowane. Kształt liści jest zmienny w zależności od środowiska.
KwiatyDrobne kwiaty zebrane są w krótkie, kłosokształtne kwiatostany wystające ponad powierzchnię wody. Szypułki kwiatostanów u góry nie są zgrubiałe. Rośliny kwitną od czerwca do sierpnia.

## Ekologia
Rośnie w strefie elodeidów w wodach stojących i płynących. 

## Zastosowanie
- Roślina uprawna: stosowana w oczkach wodnych, mrozoodporna.